# Museu d'Història Natural de Ginebra
El Museu d'Història Natural de Ginebra (Muséum d'histoire naturelle de la Ville de Genève) és un museu d'història natural que es troba al barri d'Eaux-Vives de la ciutat de Ginebra (Suïssa).

## Història
Els edificis que alberguen el Museu daten de la dècada del 1970. Amb una superfície d'uns 10.000 metres quadrats, es tracta del museu d'història natural més gran de Suïssa.

## Col·leccions
Entre altres, el Museu conserva les col·leccions d'insectes de Louis Jurine, amb exemplars d'himenòpters, coleòpters, lepidòpters i hemípters.